# Mistrzostwa Świata w Łyżwiarstwie Figurowym 2020
Mistrzostwa świata w łyżwiarstwie figurowym 2020 – zawody rangi mistrzowskiej w łyżwiarstwie figurowym, które miały odbyć się od 16 do 22 marca 2020 w hali Centre Bell w Montrealu. Podczas zawodów miały być rozgrywane konkurencje solistów, solistek, par sportowych oraz par tanecznych.
11 marca 2020 roku mistrzostwa zostały odwołane z powodu pandemii COVID-19. Na dzień 11 marca liczba zakażonych na całym świecie sięgnęła 118 619, z czego zmarło 4292 osób. Podczas konferencji prasowej mister zdrowia Danielle McCann przekazała w imieniu kanadyjskiego rządu decyzję o odwołaniu rywalizacji ze względu na „wysokie ryzyko dalszego rozprzestrzeniania się wirusa”. Pomimo wcześniejszej debaty nad możliwością przełożenia zawodów na jesień 2020 roku 16 kwietnia 2020 roku Międzynarodowa Unia Łyżwiarska wystosowała oświadczenie, w którym wskazano, że ze względu na przebieg pandemii COVID-19 oraz problemy logistyczne nie ma możliwości, aby mistrzostwa odbyły się w innym terminie.
Był to drugi przypadek odwołania mistrzostw z przyczyn innych niż I (1915–1921) i II (1940–1946) wojna światowa. Poprzedni przypadek odwołania mistrzostw świata miał miejsce w 1961 roku, kiedy to w katastrofie lotniczej zginęła cała reprezentacja Stanów Zjednoczonych podróżująca na te zawody.

## Kwalifikacje
W mistrzostwach świata mogli brać udział zawodnicy z państw należących do Międzynarodowej Unii Łyżwiarskiej (ISU), którzy ukończyli 15 lat przed dniem 1 lipca 2019. Na podstawie wyników mistrzostw świata 2019, każdy kraj mógł wystawić od jednego do trzech zawodników w każdej konkurencji. Warunkiem uczestnictwa zawodników wytypowanych przez krajową federację jest uzyskanie minimalnej oceny technicznej (TES) na międzynarodowych zawodach pod patronatem ISU w sezonie bieżącym lub poprzednim. Punkty za oba programy mogą być zdobyte na różnych zawodach. Międzynarodowa Unia Łyżwiarska akceptuje wyniki, jeśli zostały uzyskane podczas zawodów międzynarodowych uznawanych przez ISU. Minimalna ocena techniczna musi zostać osiągnięta co najmniej 21 dni przed pierwszym oficjalnym dniem treningowym mistrzostw.
| Minimalna ocena techniczna (TES) | Minimalna ocena techniczna (TES) | Minimalna ocena techniczna (TES) |
| Konkurencja                      | SP / RD                          | FS / FD                          |
| -------------------------------- | -------------------------------- | -------------------------------- |
| Soliści                          | 34                               | 64                               |
| Solistki                         | 30                               | 51                               |
| Pary sportowe                    | 27                               | 44                               |
| Pary taneczne                    | 33                               | 47                               |

Na podstawie wyników mistrzostw świata 2019, kraje miały prawo wystawić następującą liczbę zawodników/par w poszczególnych konkurencjach:
| Liczba zawodników | Soliści                         | Solistki                                      | Pary sportowe                                           | Pary taneczne                      |
| ----------------- | ------------------------------- | --------------------------------------------- | ------------------------------------------------------- | ---------------------------------- |
| 3                 | Stany Zjednoczone · Japonia     | Rosja · Kazachstan · Japonia                  | Rosja · Chiny                                           | Kanada · Stany Zjednoczone · Rosja |
| 2                 | Chiny · Włochy · Czechy · Rosja | Korea Południowa · Stany Zjednoczone · Kanada | Francja · Włochy · Kanada · Stany Zjednoczone · Austria | Francja · Włochy                   |
| 1                 | Pozostałe kraje                 | Pozostałe kraje                               | Pozostałe kraje                                         | Pozostałe kraje                    |

## Terminarz
| Data     | Godzina                                | Konkurencja                      | Segment                          |
| -------- | -------------------------------------- | -------------------------------- | -------------------------------- |
| 18 marca | 10:30 UTC-04:00 / 15:30 CET            | Pary sportowe                    | Program krótki                   |
| 18 marca | 16:45 UTC-04:00 / 21:45 CET            | Solistki                         | Program krótki                   |
| 19 marca | 12:05 UTC-04:00 / 15:05 CET            | Soliści                          | Program krótki                   |
| 19 marca | 18:00 UTC-04:00 / 23:00 CET            | Pary sportowe                    | Program dowolny                  |
| 20 marca | 11:30 UTC-04:00 / 16:30 CET            | Pary taneczne                    | Taniec rytmiczny                 |
| 20 marca | 18:00 UTC-04:00 / 23:00 CET            | Solistki                         | Program dowolny                  |
| 21 marca | 14:30 UTC-04:00 / 19:30 CET            | Pary taneczne                    | Taniec dowolny                   |
| 21 marca | 19:00 UTC-04:00 / 00:00 CET (22 marca) | Soliści                          | Program dowolny                  |
| 22 marca | 16:00 UTC-04:00 / 21:00 CET            | Pokazy mistrzów i Skating Awards | Pokazy mistrzów i Skating Awards |

## Listy startowe (stan na 10 marca 2020)
| Reprezentacja     | Soliści                              | Solistki                                             | Pary sportowe | Pary taneczne                                                                                                  |
| ----------------- | ------------------------------------ | ---------------------------------------------------- | --- | --- |
| Armenia           | Slavik Hayrapetyan                   | Anastasija Gałustian                                 | | Tina Garabedian / Simon Proulx-Sénécal                                                                         |
| Australia         | Brendan Kerry                        | Kailani Craine                                       | | Holly Harris / Jason Chan                                                                                      |
| Austria           | Maurizio Zandron                     | Olha Mikutina                                        | Miriam Ziegler / Severin Kiefer                                                                                   | |
| Azerbejdżan       | Władimir Litwincew                   | Jekatierina Riabowa                                  | | |
| Białoruś          |                                      | Wiktorija Safonowa                                   | | |
| Brazylia          |                                      | Isadora Williams                                     | | |
| Bułgaria          | Larry Loupolover                     | Ałеksandra Fеjgin                                    | | Mina Zdrawkowa / Christopher M. Davis                                                                          |
| Chiny             | Jin Boyang                           | Chen Hongyi                                          | Peng Cheng / Jin Yang Sui Wenjing / Han Cong Tang Feiyao / Yang Yongchao                                          | Wang Shiyue / Liu Xinyu                                                                                        |
| Chorwacja         |                                      |                                                      | Lana Petranović / Antonio Souza-Kordeiru                                                                          | |
| Czechy            | Michal Březina                       | Eliška Březinová                                     | | Natálie Taschlerová / Filip Taschler                                                                           |
| Estonia           | Aleksandr Selevko                    | Eva-Lotta Kiibus                                     | | |
| Filipiny          |                                      | Alisson Krystle Perticheto                           | | |
| Finlandia         |                                      | Emmi Peltonen                                        | | Juulia Turkkila / Matthias Versluis                                                                            |
| Francja           | Kévin Aymoz                          | Maé-Bérénice Méité                                   | Cléo Hamon / Denys Strekalin Coline Keriven / Noël-Antoine Pierre                                                 | Marie-Jade Lauriault / Romain Le Gac Gabriella Papadakis / Guillaume Cizeron                                   |
| Gruzja            | Moris Kwitiełaszwili                 | Alina Urushadze                                      | | Marija Kazakowa / Gieorgij Riewija                                                                             |
| Hiszpania         |                                      |                                                      | Laura Barquero / Tòn Cónsul                                                                                       | Olivia Smart / Adrián Díaz                                                                                     |
| Holandia          |                                      | Niki Wories                                          | Darja Daniłowa / Michel Tsiba                                                                                     | |
| Hongkong          |                                      | Yi Christy Leung                                     | | |
| Izrael            | Alexei Bychenko                      |                                                      | Anna Vernikov / Jewgieni Krasnopolski                                                                             | Shira Ichilov / Laurent Abecassis                                                                              |
| Japonia           | Yuzuru Hanyū Keiji Tanaka Shōma Uno  | Wakaba Higuchi Rika Kihira Satoko Miyahara           | Riku Miura / Ryuichi Kihara                                                                                       | Misato Komatsubara / Tim Koleto                                                                                |
| Kanada            | Nam Nguyen                           | Emily Bausback Alicia Pineault                       | Kirsten Moore-Towers / Michael Marinaro Evelyn Walsh / Trennt Michaud                                             | Piper Gilles / Paul Poirier Marjorie Lajoie / Zachary Lagha Carolane Soucisse / Shane Firus                    |
| Kazachstan        |                                      |                                                      | | Maxine Weatherby / Tiemirłan Jerżhanow                                                                         |
| Korea Południowa  | Cha Jun-hwan                         | Kim Ye-lim You Young                                 | | Yura Min / Daniel Eaton                                                                                        |
| Litwa             |                                      |                                                      | | Allison Reed / Saulius Ambrulevičius                                                                           |
| Łotwa             | Deniss Vasiļjevs                     | Angelina Kučvaļska                                   | | Aurelija Ippolito / J.T. Michel                                                                                |
| Malezja           | Julian Zhi Jie Yee                   |                                                      | | |
| Niemcy            | Paul Fentz                           | Nicole Schott                                        | Minerva Fabienne Hase / Nolan Seegert Annika Hocke / Robert Kunkel                                                | Katharina Müller / Tim Dieck                                                                                   |
| Polska            |                                      | Jekatierina Kurakowa                                 | | Natalia Kaliszek / Maksym Spodyriew                                                                            |
| Rosja             | Dmitrij Alijew Artur Danijelan       | Alona Kostornoj Anna Szczerbakowa Aleksandra Trusowa | Aleksandra Bojkowa / Dmitrij Kozłowski Darja Pawluczenko / Dienis Chodykin Jewgienija Tarasowa / Władimir Morozow | Wiktorija Sinicyna / Nikita Kacałapow Aleksandra Stiepanowa / Iwan Bukin Tiffany Zahorski / Jonathan Guerreiro |
| Stany Zjednoczone | Jason Brown Nathan Chen Vincent Zhou | Mariah Bell Bradie Tennell                           | Ashley Cain-Gribble / Timothy LeDuc Jessica Calalang / Brian Johnson                                              | Madison Chock / Evan Bates Kaitlin Hawayek / Jean-Luc Baker Madison Hubbell / Zachary Donohue                  |
| Szwajcaria        | Lukas Britschgi                      | Alexia Paganini                                      | | Victoria Manni / Carlo Röthlisberger                                                                           |
| Szwecja           | Nikolaj Majorov                      | Matilda Algotsson                                    | | |
| Turcja            | Burak Demirboğa                      |                                                      | | Nicole Kelly / Berk Akalın                                                                                     |
| Ukraina           | Iwan Szmuratko                       |                                                      | | Ołeksandra Nazarowa / Maksym Nikitin                                                                           |
| Węgry             |                                      | Ivett Tóth                                           | Julija Scsetyinyina / Márk Magyar                                                                                 | Emily Monaghan / Ilias Fourati                                                                                 |
| Wielka Brytania   | Peter James Hallam                   | Natasha McKay                                        | Zoe Jones / Christopher Boyadji                                                                                   | Lilah Fear / Lewis Gibson                                                                                      |
| Włochy            | Daniel Grassl Matteo Rizzo           | Alessia Tornaghi                                     | Nicole Della Monica / Matteo Guarise Rebecca Ghilardi / Filippo Ambrosini                                         | Charlène Guignard / Marco Fabbri Katrine Roy / Claudio Pietrantonio                                            |